# Naft Maysan Football Club
O Naft Maysan Football Club é um clube de futebol com sede em Maysan, Iraque. A equipe compete no Campeonato Iraquiano de Futebol.

## História
O clube foi fundado em 2003.